# 제1차 북핵 위기
1차 북핵위기는 중단되었던 한미연합군사훈련이 재개된 것에 반발하여  1993년 3월 12일, 조선민주주의인민공화국이 NPT 탈퇴 선언을 하면서 일어난 사건이다. 1994년 제네바 합의로 위기는 마무리됐다.

## 배경과 전개
1992년 국제원자력기구(IAEA)는 조선민주주의인민공화국의 핵개발 의혹을 제기하며 북한에 특별 사찰을 받을 것을 요구한다. 사찰은 1992년부터 6차례 이루어졌으나, 1992년 7월 시찰에서 보고서에 적힌 플루토늄의 양과 실제 플루토늄의 양이 다른 것이 드러났다. 또한, 미신고 시설에 대한 사찰을 거부하면서 상황은 극악으로 치닫게 됐다. 그러던 중 1993년 1월에 대한민국과 미국이 그동안 중단되었던 팀스피리트 훈련의 재개를 공식 발표한다. 북측은 이를 남북관계 및 북미관계의 단절로 받아들여 강력히 반발하지만 이러한 입장이 받아들여지지 않고 1993년 3월에 팀스피리트 훈련이 실시되자 북한은 1993년 3월 12일, 핵확산금지조약(NPT) 탈퇴를 선언한다.
이에 대한민국 정부와 미국정부는 대화와 '포괄적 접근'을 통해 북측의 핵무기 개발 중단을 막고 북측을 다시 NPT 체제 안으로 끌어들이려 노력한다. 그러나 1993년 11월 한미 정상회담에서 김영삼 대통령이 사전 통보 없이 그 자리에서 입장을 바꿈에 따라 남북관계는 악화되었고 ('불바다' 발언) 3차 북미 회담도 날아가 버렸다.
최고인민회의 상임위원회 위원장을 지내다 남한으로 귀순한 황장엽은 1997년 망명 직후 인터뷰에서 북한에서는 핵무기를 보유하고 있는 것은 상식화되어 있고 지난 85년 소련 측이 핵개발을 문제 삼자 김일성 부자가 묵살하라고 지시했다고 말해, 북한의 핵 개발계획이 이미 80년대 중반부터 시작됐음을 밝혔다. 1985년 당시 소련측이 북한의 핵개발을 문제삼은 이 내용은 지난 1994년 러시아 관계자들에게도 나온 이야기였다. 1994년 러시아 국가안보 연구소 블라디미르 쿠마초프 고문에 의하면 "북한은 그들 미사일의 사정거리를 늘리기 위해 독자적으로 완성한 발사 차량을 가지고 있으며 소련도 85년부터 북한이 핵무기 개발을 시작했음을 알았고 그로 인해서 북한에 있던 핵전문가들을 본국으로 송환했다"고 밝혔다.
1994년 러시아 일간지 <이즈베스티야>는, KGB서기국 보관자료인 'KGB 방첩담당인 제2총국 제16부소속 스몰리노프대령작성 보고서인 보고서 번호 363K'에 수록된 블라디미르 알렉산드로비치 크류츠코프(Влади́мир Алекса́ндрович Крючко́в,1924.2.29~2007.11.23) 당시 KGB의장의 증언인 '1985년부터 5메가와트급 원자로를 가동하고 있던 북한 영변 원자력연구소에서 1990년도 핵기폭장치의 개발을 완료했다'는 내용의 기사를 싣었다.
1994년 7월 27일, 북한에는 이미 핵무기를 5개나 보유하고 있으며 무기를 5개나 더 개발한 뒤 이를 국제사회에 발표하고 미국에 알릴 예정이라고 북한을 탈북한 북한 정무원 교원 강명도씨와 김일성대학 상급교원 조명철씨가 귀순기자회견에서 밝혀 큰 충격을 안겼다. 그들은 북한은 핵탄두개발과 함께 핵탄두를 탑재할 로켓개발에 열중하고 양산체제로 들어갈 것이며 심각한 경제난과 식량난을 타개할 방법은 핵무기의 완성뿐이라고 생각하고 있고 핵무기 5개로는 북한에 충분하지 않으며 공개될 경우 국제적 압력으로 더 이상의 핵개발이 불가능해질 것으로 판단한다고 밝혔다. 강성산씨는 북한권력 3위인 강성산 정무원총리의 사위인 강명도씨는 김정일 체제에 대한 학자적인 반감이 귀순동기라고 밝혔다.
이러한 강씨의 회견에서 국내 언론들은 믿을 수 없다, 북한이 5개나 보유한 것이 가능한가라는 반응을 보였고 미국과 일본도 신중한 반응을 보였다.
당시 월리엄 페리 미국 국방장관은 북한이 핵무기를 1개~2개즈음 보유했을 것으로 추정한다고 발표하고 미국 PBS와의 인터뷰에서도 이같이 밝혔다.
당시 미국의 클린턴 대통령은 북한 핵 개발에 대해서 미국 정부는 아주 단호하고도 강경한 입장을 취하겠다고 경고하면서 결코 묵인해서는 안 되는 일이라고 강조했다. 클린턴 대통령은 이어 북한은 핵무기를 손에 쥐면 이를 써버릴 위험이 높은 정권이기 때문에 북한의 핵 개발은 엄청난 악몽이 될 것이라고 밝혔다. 클린턴 대통령은 머지않아 이란과 이라크가 핵 개발에 성공해 미국에 대항할 것이라는 느낌을 갖고 있다고 말하면서도 북한의 핵 개발이 최악의 상황이라는 점을 강조했다. 클린턴 대통령은 북한이 핵개발의 가능성만 보이더라도 곧 일본이 재무장을 하게 돼 이 지역의 안정이 크게 위험해 지기 때문이라고 그 이유를 설명했다. 클린턴은 "북한이 핵을 개발해 사용하려 한다면 북한의 최후가 될 것이다"라며 강력 경고했다.
미국은 핵시설 타격을 계획하고 추진했으나 전쟁 시 입을 어마어마한 미국의 피해로 인해 이를 중지한다. 결국 위기는 김일성-카터 회담을 통해 해결된다. 이 회담에서 북한은 미국이 군사공격하지 않을 것과 경수로 지원을 약속하는 조건으로 북한 핵시설을 동결하고 NPT 복귀, IAEA 사찰에 합의할 것을 약속한다. 1994년 10월 제네바 합의에서 '조미 기본합의문'을 채택하고, 북측이 핵 개발 포기에 대한 미국의 경제적 보상과 대북한 안전 보장, 북미 관계의 완전한 정상화, 남북대화를 계속 추진하겠다는 약속을 받음으로써 제 1차 북핵 위기는 끝난다.

## 팀스피리트 훈련
1976년부터 1993년까지 이루어진 (1992년 제외) 주한 미군과 대한민국 국군의 합동 군사훈련이다. 1991년의, 남북관계를 개선하자는 국제적 흐름에 맞춰 1992년 실시되지 않았다. 그러나 김영삼 정부 출범 직전인 1993년 1월 팀스피리트 훈련을 재개한다는 사실이 발표되었으며, 북한은 이에 강력히 반대하며 남북관계 중단을 경고했다. 북한의 이 같은 경고에도 불구하고 1994년 3월 8일 훈련이 실시되자 북한은 이를 남북관계 및 북미관계의 중단으로 받아들였고 곧 1차 북핵위기의 원인이 되었다.
1994년부터 2007년까지는 RSOI(Reception, Staging, Onward Movement and Integration of Forces)로 명칭이 바뀌어 실시되었으며, 2008년 3월부터는 '키 리졸브 훈련'으로 명칭이 바뀌어 현재까지 매년 실시되고 있다.

## '불바다' 발언
1994년 3월 19일, 판문점에서 열린 남북 특사교환 실무회담에서 북한대표 박영수 조평통 부국장이 한 발언이다. 오후 2시경 통일원 관계자가 녹화 테이프를 주면 <9시 뉴스>에 나올 수 있는지를 방송사에 물었다. 회담이 끝난 지 세 시간도 지나지 않은 시점이었다. 곧이어 54분의 회담 내용 가운데 가장 자극적인 2분 40초 분량의 테이프가 방송사로 넘겨졌다. 방송사는 이 중에서도 반말이 섞인 격양된 1분을 편집해서 내보냈다.
방송이 나가자, 북한의 막말에 대한 시청자들의 불만이 쇄도했고, 민자당 의원들은 '바보같이 당한 송영대 남측 대표를 경질해야 한다'고 주장했다. 다음은 국회외무통일위원회에서 공개된 '불바다' 발언의 내용이다.
박영수 (북측 대표) : 팀 스피릿 강행하고 패트리어트 배치하면 어떤 사태가 벌어지겠나? 우리는 대화에는 대화로, 전쟁에는 전쟁으로 대응할 만반의 준비가 돼 있다.
송영대 : 입에 담을 수 없는 욕설에 가까운 표현을 사용한 데 대하 엄중 경고한다. 지난번 개소리라고 운운하고, 오늘도 '정신 못 차리고 있다'는 표현을 썼다. 한마디로 망발이다. 초보적인 예의도 없다.
박영수 : 우리는 전쟁을 바라지 않지만 결코 그쪽이 전쟁을 강요하는 데 대해서는 피할 생각이 없다. 전쟁의 효과에 대해서 송 선생 측에서 심사숙고해야 한다. 여기서 서울이 멀지 않다. 전쟁이 일어나면 불바다가 되고 만다.
송영대 : 아니 그걸 말이라고 하느냐. 아니 우리가 가만히 있을 것 같은가?
박영수 : 그래서 심사숙고해야 한다.
송영대 : 전쟁 선언하는 거냐.
박영수 : 그쪽에서 전쟁 선언을 했다는 것이다.
송영대 : 전쟁 선언하는 거냐. 전쟁을 전쟁으로 대응한다?
박영수 : 그렇다.

## 김영삼 정부의 대응
김영삼 정부는 협상의 길목을 차단하면서, 북핵 문제를 위기의 길로 몰아갔다. 성숙한 국민 의식을 안보 불감증으로 몰아세웠으며, 행정망을 통해 사재기를 결과적으로 부추겼다. 6월 13일부터 3일, 그것도 강남 부유층이 집중적으로 보여 준 사재기 열풍은 '만들어진 공포'였다. 강남구 신사동 영동백화점에서 하루 30박스씩 팔리던 라면이 14~15일 이틀 동안 2백 박스가 팔렸다. 6월 14일부터 16일까지 3일 동안 전국적으로 팔린 라면은 5천4백만 개였다. 강남 아파트 단지에는 한꺼번에 30개들이 라면을 20~30박스씩 사가는 사람도 있었다. 유통기간 6개월 동안 도저히 먹을 수 없는 양이었다. 동원참치의 매출도 이 기간에 40퍼센트가 증가했다. 백화점들은 재빠르게 '비상 용품 판매 코너'를 만들고, 방독면을 팔았다. 방독면 생산 업체에 따르면 하루 10개내외 팔리던 것이 14일 하루 동안 160개가 팔렸다. 사람들은 현금을 비축하기 위해 신용카드로 물건을 구입하고 아파트 관리비 납부를 미루기도 했다. 서울 압구정 아파트 단지 부근의 한 은행에서는 평소 3만 달러 정도에 불과하던 환전 규모가 14일 5만 달러, 15일에는 12만 달러로 크게 늘어났다. 신문에서는 김영삼 대통령이 현충일 연휴에 놀러 가는 사람들을 보고 화를 냈고, 청와대는 북핵 보도를 늘려 달라는 부탁을 방송사에 했다고 전해진다.
6월 8일부터 방송에서는 국제사회의 전쟁 분위기를 보도하기 시작했다. 6월 8일 KBS <9시 뉴스>는 "한반도, 전쟁 위기인가?"라는 특집 뉴스를 편성하고, 전체 60분 가운데 50분간 북핵 관련 뉴스를 내보내면서 전쟁 위기론을 들먹였다. 같은 날 MBC 역시 3분의 1가량을 북핵 보도에 할애했다. 보수 언론들은 국민들의 안보 불감증을 질타했다. 김영삼 대통령은 6월 6일 "북한이 무모한 모험을 감행한다면 자멸과 파멸의 길로 갈 것"이라고 경고했다. 이홍구 통일원 장관은 6월 7일 민주 평통 서울지역회의에서 "어떤 대가를 치르더라도 북한의 전쟁 기도를 응징할 것"이라는 결의를 밝혔다. 6월 8일에는 김영삼 정부 취임 이후 처음으로 국가안전보장회의가 소집되었다. 이날의 회의 주제는 가상 전쟁에 대한 도상연습이었다. 전쟁을 각오하고라도 제재를 통해 북한의 핵 개발을 반드시 막는다는 의지를 강조했다. 거리에는 한동안 보이지 않던 '멸공 차량'이 등장했다. 차  지붕에 달린 네 개의 확성기에서는 '우리 국민들의 전쟁 불감증'을 개탄하면서, "6.25와 월남 패망을 잊지 말자"라는 소리가 계속해서 흘러나왔다.

## 미국의 영변 폭격
1994년 9월, 미국 해군의 항공모함 2척과 함정 33척이 원산 인근 동해에 집결해 영변의 핵시설을 공습하려고 했다.
아이티 사태에서 미국은 아이티 인근 해상에서 항공모함 훈련을 하며 무력시위를 하면서, 지미 카터 전직 대통령을 보내 아이티 정부에 최후통첩을 하여, 아이티 정권을 무혈로 교체했다. 쿠데타로 집권한 라울 세드라스 대통령을 파나마로 망명 보내고, 쿠데타로 쫓겨난 장베르트랑 아리스티드 전직 대통령을 권좌로 복귀시켰다. 아이티에 미군 2만명을 주둔시켰다. 이러한 아이티 사태의 해결에 자신감을 얻는 빌 클린턴 행정부는 9월 동해에 2개 항모전단을 집결시켜 북한을 압박했다.

## 연표
- 1993년 2월 - 동구권 화해를 추진하던 노태우 대통령이 임기를 마치고, 김영삼 대통령이 취임했다.
- 1993년 3월 12일 - 북측, NPT 탈퇴 선언
- 1994년 3월 19일 - 판문점에서 열린 남북 특사교환 실무회담에서의 북한대표 박영수 조평통 부국장의 '불바다' 발언. 이 서울 불바다 발언은 이날 저녁 9시 뉴스를 타고 전국에 방영되기도 했다.[18]
- 1994년 5월 18일 - 미국 클린턴 대통령은 윌리엄 페리 국방장관에게 항공모함 5척을 동해로 보내, 작전계획 5027하에 북한의 핵시설을 공습하는 명령을 내렸다.[19]
- 1994년 6월 6일 - 김영삼 대통령은 "북한이 무모한 모험을 감행한다면 자멸과 파멸의 길로 갈 것"이라고 경고했다. 앞서 청와대는 북핵 보도를 늘려 달라는 부탁을 방송사에 했고, 6월 9일부터 방송은 전쟁 위기, 북핵 문제를 집중 보도했다. 전국에 사재기 열풍이 일어났다.[20]
- 1994년 6월 15일 - 지미 카터 전 미국 대통령이 부인 로절린과 나란히 판문점에서 38선을 넘어 평양을 방문해 다음날 김일성 주석과 협상을 했다.
- 1994년 7월 8일 - 김일성이 사망했다.
- 1994년 10월 21일 - 제네바 합의가 체결되어, 1차 북핵위기가 종료되었다.
- 2009년 4월 13일 - 김영삼 전 대통령이 1994년 위기 당시 동해에 미국 항공모함 2척과 군함 33척이 와서 북핵시설을 공습하려고 했는데, 2시간의 전화통화로 클린턴 대통령을 만류했다고 밝혔다.[21]

## 같이 보기
- 6자 회담
- 1993년 3월 1차 북핵위기 - 1994년 제네바 합의
- 2002년 10월 2차 북핵위기 - 2005년 9·19 공동성명
- 2013년 2월 3차 북핵위기
- 2017-2018년 북핵 위기